# Michael Joseph (Autor)
Michael Joseph (* 1973 in Rostock) ist ein deutscher Autor.

## Leben
Joseph studierte Betriebswirtschaftslehre an der Universität Rostock und arbeitet seit 1999 als selbständiger Dienstleister. Er lebt heute als Unternehmer und Autor für den Hinstorff Verlag in Rostock. Michael Joseph ist verheiratet und hat zwei Töchter. Er veröffentlichte in den Sparten Reiseführer, Krimi und Kinderbuch.

## Werke
- mit Matthias Schümann: Mecklenburg-Vorpommern. Anleitung für Ausspanner. Hinstorff, Rostock 2010, ISBN 978-3-356-01364-1 (belletristischer Reiseführer).
- Der Tag des Hühnermordes oder: Neue Leute holt das Land. In: Land fürs Leben – 20 Geschichten aus 20 Jahren Mecklenburg-Vorpommern. Hinstorff, Rostock 2010, ISBN 978-3-356-01399-3, S. 53ff.
- mit Matthias Schümann: Herrentier. Hinstorff, Rostock 2012, ISBN 978-3-356-01519-5 (Kriminalroman).
- mit Illustrationen von Kristina Andres: Anpfiff um halb vier! Hinstorff, Rostock 2014, ISBN 978-3-356-01873-8 (Kinderbuch).